# Erik Friedlander
Pour les articles homonymes, voir Friedlander.
Erik Friedlander est un musicien américain, violoncelliste, compositeur et improvisateur. Habitué de la scène downtown new yorkaise, il est un collaborateur régulier de John Zorn, notamment au sein du Masada String Trio. Il a travaillé avec Laurie Anderson, The Mountain Goats, Ennio Morricone et Courtney Love.

## Biographie
Né à New York en 1960, Erik Friedlander a commencé à étudier la guitare folk à cinq ans, puis le violoncelle à huit ans. Il a étudié à l'Université Columbia. Son style mélange les influences de la musique américaine traditionnelle et des techniques d'improvisation personnelles.
Il a composé des musiques pour des publicités, de la danse, des documentaires. Il joue particulièrement en solo et au sein de petites formations.

## Discographie

### En tant que leader
- Chimera (1995), Avant
- The Watchman (1996), Tzadik
- Topaz (1999), Siam Records
- Skin (2000), Siam Records
- Grains of Paradise (2001), Tzadik
- Quake (2003), Cryptogramophone
- Maldoror (2003), Brassland
- Prowl (2006), Cryptogramophone
- Giorni Rubati (2006), Bip Hop
- Volac: Book of Angels Volume 8  (2007), Tzadik
- Block ice and Propane (2007), Skipstone Records
- Broken Arm Trio (2008), Skipstone Records
- Eiger (2008), Skipstone Records
- 50 (2010), Skipstone Records
- Bonebridge (2011), Skipstone Records
- Alchemy [LP] (2012), Skipstone Records
- American Power [LP] (2012), Skipstone Records
- Claws and Wings (2013), Skipstone Records
- Nighthawks (2013), Skipstone Records
- Nothing on Earth (2014), Skipstone Records
- Illuminations (2015), Skipstone Records
- Rings (2016), Skipstone Records
- Artemisia (2018), Skipstone Records
- Sentinel (2020), Skipstone Records
- A Queens' Firefly (2022), Skipstone Records
- She sees (2023), Skipstone Records

### Avec John Zorn

#### Masada String Trio
- Azazel: Book of Angels Volume 2
- The Circle Maker
- Haborym: Book of Angels Volume 16
- 50th Birthday Celebration Volume One

#### Bar Kokhba
- The Circle Maker
- 50th Birthday Celebration Volume Eleven
- Lucifer: Book of Angels Volume 10

#### Autres
- Volac: Book of Angels Volume 8
- The String Quartets
- Madness, Love and Mysticism
- Bar Kokhba
- What Thou Wilt
- Cobra: John Zorn's Game Pieces Volume 2
- Taboo and Exile
- Filmworks IV: S/M + More
- Filmworks VI: 1996
- Filmworks VIII: 1997
- Filmworks X: In the Mirror of Maya Deren
- Filmworks XI: Secret Lives
- Filmworks XII: Three Documentaries
- Filmworks XIII: Invitation to a Suicide
- Filmworks XIX: The Rain Horse
- Filmworks XX: Sholem Aleichem
- Duras: Duchamp
- Redbird
- The Concealed

## Filmographie
- 2022 : Baby Ruby de Bess Wohl